# Discreet Music
 (août 2025).
Si vous disposez d'ouvrages ou d'articles de référence ou si vous connaissez des sites web de qualité traitant du thème abordé ici, merci de compléter l'article en donnant les références utiles à sa vérifiabilité et en les liant à la section « Notes et références ».
Albums de Brian Eno
Evening Star
(1975) Cluster & Eno
(1977)
Discreet Music est le quatrième album solo de Brian Eno. Il est sorti fin 1975.

## Titres
Toutes les chansons sont écrites et composées par Brian Eno.
| 1. | Discreet Music | 30:35 |

| 2. | Fullness of Wind  | 9:57 |
| 3. | French Catalogues | 5:18 |
| 4. | Brutal Ardour     | 8:17 |